# 北条義時
北条 義時（ほうじょう よしとき、長寛元年（1163年） - 元仁元年（1224年））は、平安時代末期から鎌倉時代初期にかけての武将。鎌倉幕府の第2代執権。伊豆国の在地豪族・北条時政の次男。北条政子の弟。得宗家2代当主。
建保7年（1219年）に鎌倉幕府の源氏将軍が断絶した後、幕府の実質的な指導者となる。幕府と朝廷の対立が激化し、後鳥羽上皇より義時追討の宣旨が全国に発布されると朝敵となるが、幕府軍は京都に攻め上り朝廷を制圧。後鳥羽を含む3人の上皇（太上天皇）を配流し、践祚していた後鳥羽の孫の懐成親王（九条廃帝。明治時代に仲恭天皇と諡）を廃した（承久の乱）。

## 名称
元服後に仮名として「北条小四郎」と称した。「四郎」は『吾妻鏡』にある父北条時政の仮名と同じである。江間(現在の伊豆の国市)に移住した後は「江間四郎」と称し、『吾妻鏡』では任官前の3分の2は「江間殿」などの「江間」の名字で呼ばれている。「義時」の名乗りについては、母方の縁者である三浦氏の通字である「義」が用いられていることから三浦氏嫡流（三浦義明もしくは義澄）を烏帽子親として元服し、偏諱を与えられた可能性が指摘されている。任官後は「相州」「右京兆」「奥州」などの官名で称されている。また『吾妻鏡』文治元年（1185年）十月二四日条の勝長寿院落慶法要記事では「北条小四郎義時」という表記も見られる。ただし「北条小四郎」の呼称は当時の史料に基づくものだろうが、「江間殿」は鎌倉後期の『吾妻鏡』編纂時にすでに覇権を確立していた北条氏の祖の呼称として工夫したものだろうとの見解もある。源頼朝の生前には無位無官だった義時は官位を有する御家人より序列が下であり、通称である「北条小四郎」の名が官位を有する御家人の「三河守」「左兵衛尉」などより上にあるのは不自然なため、『吾妻鏡』は「江間殿」の呼称を工夫したのではないかとの推測である。
姓（平氏）から名字（北条）への転換期のため、本来は姓（本姓）の場合にのみ付ける「の」を入れて北条義時（ほうじょう-の-よしとき）と名乗っていたとの姓氏研究家の主張もある。もっとも、中世の実名呼称回避の習俗の中で、実際にそのように呼称される場面は限定されたと考えられる（諱#日本における諱の歴史参照）。
北条氏の嫡流家督者は得宗と呼ばれ、その家系は得宗家と呼ばれる。得宗は義時の法名「徳崇」にちなむとも言われるが、記録にある義時の法名は「観海」である。細川重男は「徳崇」を北条時頼期以降に贈られた禅宗風の廟号ではないかとしている。訴訟法の中から生まれた行政用語であるという説もある。

## 生涯

### 青年期
長寛元年（1163年）、北条時政の次男として生まれる。母は前田家本『平氏系図』によれば伊東入道（伊東祐親）の娘。宗時が同母兄、政子が同母姉にあたる。義時が15、6歳の頃に政子は、伊豆の流人であった源頼朝の妻となった。
義時が数え18歳となる治承4年（1180年）8月17日、父・時政、兄・宗時と共に頼朝の挙兵に従うが、23日の石橋山の戦いで大庭景親に敗北し、宗時が戦死する。頼朝は土肥実平らと共に箱根山から真鶴半島へ逃れ、28日には真鶴岬（神奈川県真鶴町）から出航して安房国に脱出した。時政・義時親子は文献により途中経過が違うものの、甲斐国へ向かい甲斐源氏と行動を共にすることになる。10月13日、甲斐源氏は時政・義時と共に駿河に進攻し（鉢田の戦い）、富士川の戦いに勝利する。その後、時政・義時親子は頼朝の下に戻る。12月12日、頼朝は新造の大倉亭に移徙の儀を行い、義時も時政や他の御家人と共に列した。
兄・宗時が戦死したため義時は嫡子になったとされるが、義時は『吾妻鏡』で北条ではなく所領とした江間の名字で記されることが多く、分家の江間家の初代であったとも見られる。文治5年（1189年）に時政の後妻である牧の方を母として生まれた異母弟の政範は16歳で従五位下に叙され、26歳年長の義時と並ぶ地位にあり、時政は政範を将来の嫡子に考えていた可能性もある。
養和元年（1181年）4月、義時は頼朝の寝所を警護する11名の内に選ばれた。この寝所伺候衆は後に家子と呼ばれ、門葉（源氏血縁者）と一般御家人の中間に位置づけられたものである。後年に結城朝光は「義時はその中でも家子専一（側近筆頭）とされた」という書状を記している（『吾妻鏡』宝治2年閏12月28日条）。
寿永元年（1182年）11月、頼朝は愛妾・亀の前を伏見広綱の宅に置いて寵愛していたが、このことを継母の牧の方から知らされた政子は激怒し、牧の方の兄・牧宗親に命じて広綱宅を破壊するという事件を起こす。怒った頼朝は宗親を呼び出して叱責し、宗親の髻を切って辱めた。これを知った時政は義兄の宗親への仕打ちに怒り、一族を率いて伊豆へ立ち退いた。義時は父に従わず鎌倉に残り、頼朝から称賛された。義時は以降頼朝側近として重用されるようになったが、時政は長らく失脚状態となる。
寿永2年（1183年）、義時が21歳の時、長男の泰時が誕生する。
元暦2年（1185年）、源範頼率いる平氏追討軍に属して西国へ赴き、葦屋浦の戦いで武功を立てた。文治5年（1189年）7月、奥州合戦に従軍。建久元年（1190年）の頼朝上洛の際は、右近衛大将拝賀の随兵7人の内に選ばれ、参院の供奉をした。この頃から『吾妻鏡』で義時はしばしば複数の御家人の筆頭として書かれており、呉座勇一は「吾妻鏡は義時を顕彰する意図で編纂されたものではあるが、義時が重臣として扱われているという一定の事実を示しているのではないか」としている。
建久3年（1192年）9月25日、比企朝宗の娘の姫の前を正室に迎える。姫の前は美人として有名な幕府出仕の女官で、義時は1年以上も手紙を送っていたが、なびかなかった。見かねた頼朝が「決して離縁しない」という誓約書を書かせた上で義時と結婚するよう姫の前に命じ、2人は結ばれたという。翌年（1193年）には姫の前との間に嫡男の朝時を儲けた。また父の時政は、頼朝次男の千幡（後の源実朝）の乳父となり復権。曽我事件以降はいよいよ有力な重臣として扱われるようになった。ただし頼朝の生前には時政・義時は無位無官であり、御家人の中での序列は必ずしも最上位ではなかった。

### 権力闘争
建久10年（1199年）の頼朝の死後、跡を継いだ二代鎌倉殿・源頼家の下で政務を談合する13人の御家人、いわゆる十三人の合議制の一員となった。最年少の義時のみが30代、無冠かつ幕府においても無役であり、同じく一員であった父の時政と共同歩調を取ることとなる。
建仁3年（1203年）、7月に頼家が病に倒れると、9月2日に時政は頼家の乳母父で舅である比企能員を自邸に呼び出して謀殺。頼家の嫡子・一幡の邸である小御所に軍勢を差し向けて比企氏を滅ぼし、次いで頼家の将軍位を廃し、伊豆国修禅寺へと追放した（比企能員の変）。そして頼家の弟で、娘の阿波局（義時の同母姉妹）が乳母を務めた12歳の実朝を3代将軍に擁立し、10月9日には大江広元と並んで政所別当に就任し、実権を握った。『愚管抄』によると、11月になって襲撃から逃げ延びた一幡が捕らえられ、義時の手勢に殺されたという。
元久元年（1204年）3月6日、義時は相模守に任じられた。7月18日、頼家が伊豆国修禅寺で死去。『愚管抄』や『武家年代記』『増鏡』によれば、頼家は義時の送った手勢により暗殺されたという。またこの頃に比企一族の正室・姫の前と離別している。その後は伊賀の方を継室に迎え、元久2年（1205年）に五男の政村を儲けている。
この時期まで時政・義時は一体となった政治行動を行っていたが、元久2年（1205年）の畠山重忠の乱で父子は対立するようになる。6月、時政は娘婿の平賀朝雅と稲毛重成の訴えを受けて、同じく娘婿でもある武蔵国の有力御家人である畠山重忠を謀反の罪で滅ぼした。『吾妻鏡』によれば義時はこの際、重忠討伐に反対し、義母である牧の方の使者に強談されて、渋々討伐に同意したとされる。また重忠の滅亡後には長年の親交を思って涙したという。そして義時は、重忠に従っていた家臣が少なかったことから、謀反は偽りであると時政を難詰した。その後、讒訴を行ったとして稲毛重成が大河戸行元に、その弟の榛谷重朝が三浦義村にそれぞれ殺害されている。これについては時政を非難した政子・義時姉弟によるものとする説と、窮地に陥った時政によるトカゲの尻尾切りとする説とがある。
ただしこの経緯は父を追放した義時の背徳を正当化する『吾妻鏡』の脚色であるとの説もある。一方で近年の研究では「北条宗家ではなく分家の江間家の初代とみなされる義時が、時政の意思を拒否できた可能性が低いことも考慮する必要がある」という論も出されている。なお義時が重忠の遺族を救済した形跡はなく、承元4年（1210年）以降、武蔵国は北条氏の重要な基盤となる。
閏7月、時政と牧の方は実朝を廃して女婿の朝雅を将軍に擁立しようと画策。義時は姉・政子と協力し、有力御家人・三浦義村（母方の従兄弟）の協力を得て、時政と牧の方を出家の上で伊豆国に追放。さらに在京御家人に命じて平賀朝雅を京で誅殺した（牧氏事件）。また8月には下野国の宇都宮頼綱（時政の娘婿）に謀反の疑いがあると告発し、守護の小山朝政に追討を命じたが、頼綱は無実であるとして出家遁世した。一連の事件の背景には、元久元年（1204年）に畠山重忠の乱の引き金となった北条宗家の後継者・政範の急死があり、後継を巡って時政・牧の方と、先妻の子である義時や政子らの確執があったと考えられる。
時政追放後、義時は御家人中の最有力者となり、儀式における序列は義時が第1位を占めるようになる。『吾妻鏡』によれば、元久2年（1205年）に義時は時政の跡を継ぎ、政所別当並びに執権の地位に就いている。一方、岡田清一は承元3年（1209年）12月以前の政所文書に義時の署判が1通も見られないことを指摘し、元久2年の執権就任記事は『吾妻鏡』編者の脚色と指摘し、実際の就任は実朝が政所を設置する承元3年（1209年）としている。また長又高夫は、「執権」は評定衆と共に北条泰時によって後年創設された職で、『吾妻鏡』の記述はそれを過去にまで遡らせたものに過ぎず、執権就任そのものが事実ではないとする説を提示している。
義時は政所別当・大江広元、頼朝の流人時代からの側近である安達盛長の嫡男・安達景盛らと連携し、幕政の最高責任者として実権を握ったが、その権力を自ら示すことには慎重であった。時政は政所下知状に唯一人で署名するなど、性急な権力独占を行って多くの反発を招いていたが、義時はそのような活動を抑制している。実朝の政所設置までの4年間に義時が発給した文書は、わずか5通しか現存していない。また幕府においては御家人達の要望に応えた「頼朝公以来拝領した所領は、大罪を犯した場合以外、一切没収せず」との大原則を明示した。
承元3年（1209年）、実朝が従三位に進み、政所を設置して親裁を本格的に開始した。11月、義時は自らの被官を御家人扱いするよう要望したが、実朝の反対により断念した。同月には幕府は、諸国守護人の職務怠慢を突いて終身在職を改め、定期交替制への変更を図ったが、千葉氏・三浦氏・小山氏など豪族御家人達の激しい反発を招いて断念された。かつてはこの取組が義時主導にあるものと考えられていたが、実朝の政治的自立によって義時と共に主導したのではないかとする説もある。一方でこの時期の実朝は疱瘡の創痕を憚って籠居していたため政治を主導しえない状況にあったとして、従来通り義時主導とする説もある。
建暦2年（1212年）5月、姫の前所生の次男・朝時が実朝の怒りを買い勅勘を蒙ったため義絶し、駿河国へ蟄居させているが、和田氏との間で緊張が高まると12月には呼び戻している。義時は有力武士への攻撃を重ね、建保元年（1213年）2月には泉親衡の乱をきっかけとして幕府創設以来の重鎮で侍所別当の地位にあった和田義盛を挑発して反乱に追い込み、これを滅ぼした（和田合戦）。義時は義盛に代わって侍所別当となり、政所別当と兼務するようになった。また被官である金窪行親を侍所所司（次官）に任じ、名実ともに北条氏は他の御家人と別格扱いを受けることとなった。同年12月、五男の政村が三浦義村を烏帽子親として元服。その際に政村は義時の"鍾愛の若君"と呼ばれている。建保4年（1216年）、義時は従四位下に叙され、翌年5月に右京大夫、12月に陸奥守を兼ねて、父の官位を超えた。

### 実朝暗殺
実朝は結婚から13年が経過しても子が生まれず、側室も設けようとしなかった。建保6年（1218年）には、実朝の後継者として後鳥羽上皇の皇子を親王将軍として東下させることが検討されており、政子が上洛して上皇の乳母である卿二位（藤原兼子）と話が進められていた。
建保7年（1219年）正月27日、鶴岡八幡宮での右大臣拝賀の際に、将軍・実朝が頼家の子公暁によって暗殺される事件が起こり、源氏の正統が断絶した。義時はこの時実朝のすぐ側にはいなかった。このことや暗殺事件後の収拾策などから、実朝の暗殺は義時が裏で操ったという説や、将軍親裁を強める実朝に対する義時・三浦義村ら鎌倉御家人の共謀という説もあるが、北条氏に対抗する三浦義村、または幕府転覆を望む後鳥羽上皇が黒幕という説もある。また、それらの背後関係よりも公暁個人の野心に最も大きな要因を求める見解もあり、近年では黒幕説を否定して公暁単独犯行説を取っている研究者が多い。『吾妻鏡』では、義時は実朝の脇で御剣役（太刀持ち）の予定だったが、当日白い犬をみたところ急に体調不良となり、源仲章と交代して自邸に戻り、結果として源仲章は実朝と一緒に暗殺され、義時は生き延びた。義時は前年大倉薬師堂を建立しており、前年には夢で薬師堂の戌神から実朝の伴をしないようにと告げられており、白い犬も戌神の使いであったとしている。一方『愚管抄』では、実朝が義時に八幡宮の中門にとどまるよう告げ、殺害現場に義時は同行していなかったが、仲章は義時と勘違いされて殺されたとしている。これについては義時が将軍殺害を防げなかった失態を隠蔽するため、現場にいなかったと『吾妻鏡』が曲筆したのではないかとする説がある。
源氏の正統が絶えたことによる幕府内での動揺は大きく、2月には頼朝の異母弟阿野全成の子時元が将軍の座を望んで駿河国で挙兵したとされ、義時は金窪行親を派遣して討たせている。実朝暗殺後、幕府は新たな将軍として親王の鎌倉下向を朝廷に要請するが、後鳥羽上皇は延期を申し入れた。『愚管抄』では日本を2つに割ることを危惧していたとしている。親王将軍は実朝の後見を前提としたものであり、実朝が不在の状況では幕府の権威が上昇することを危惧したものとする説もある。幕府は重ねて親王の下向を要請するが、上皇は寵姫である亀菊の所領荘園の地頭廃止を要求してくる。幕府方はこれを拒否して、義時の弟・時房に1千騎を率いて上京させて交渉に当たらせたが、両者の態度は強硬で交渉は不調に終わった。ただし後鳥羽上皇は、皇子でさえなければ摂関家の子弟であろうと鎌倉殿として下して構わないと渋々ながらも妥協案を示したため、幕府はやむなく皇族将軍をあきらめ、7月に頼朝の妹の曾孫にあたる九条道家の子である三寅（後の藤原頼経）を4代目の鎌倉殿として迎え入れた。三寅は当時生後1年余の幼児であり、ただちに征夷大将軍に任じられる状況にはなく（実際の将軍補任は7年後）、政務が取れるはずもなかった。このため政子が鎌倉殿の地位を代行して政務を取り、義時がこれを補佐して実務面を補うことで実権を握る執権政治が確立した。
この将軍後継者の問題を不服とした摂津源氏の院近臣で在京御家人の源頼茂が同月に京都で謀反を計画したとして、上皇の命に従った在京武士によって鎮圧されたが、その過程で大内裏が焼失するという事件が発生している。上皇による討伐の理由は『愚管抄』などでは頼茂が将軍職に就くことを企てたため在京武士たちがそれを後鳥羽に訴え、後鳥羽は頼茂を召喚したが応じなかったため追討の院宣が発せられたとされており、『吾妻鏡』では上皇の意に背いたためと記されているが、上皇が突如頼茂を攻め滅ぼした明確な理由はわかっていない。また承久2年（1220年）には公暁の異母弟禅暁が、公暁に荷担したとの嫌疑で京の東山あたりで誅殺されている。

### 承久の乱
大内裏焼失をうけて後鳥羽上皇は幕府を含む各方面に再建のための賦課を求めた。しかし公家・寺社・武士のいずれも非協力的であり、上皇は幕府に対する不満をつのらせた。承久3年（1221年）5月14日、城南寺の仏事守護と称して諸国の兵を招集すると、院政内の親鎌倉派を粛清して義時の京都代官伊賀光季を殺害し、挙兵した。15日、義時追討の官宣旨が全国に発布され、諸国の守護人・地頭たちに、上皇の元に馳せ参じるよう命が出された。義時は生涯最大の難局に直面することになる。
宣旨には義時の名のみしかなく、幕府そのものを倒すとは明言されていなかったが、政子は幕府全体への攻撃であるとして頼朝以来の恩顧を訴え、御家人達を団結させた。また、北条氏に次ぐ有力御家人である三浦義村が早くから義時支持の姿勢を明確にした。幕府首脳による軍議では慎重論も出る中、大江広元の「防御では東国御家人の動揺を招く」という意見と政子の「上洛しなければ勝ち目はない」という言葉により、京への出撃方針が一旦決定した。伊賀光季戦死の報告を受けた幕府は再び動揺したが、広元と三善康信が再び進撃を強く主張したことで再度京攻撃の方針が決まった。義時は嫡男・泰時を総大将として東海道から京都へ向けて軍勢を送り、次男・朝時、弟・時房を大将軍として北陸・東山の三道から京へ上らせた。幕府首脳部の積極作戦が功を奏し、東国武士たちが続々と動員令に応じて、総勢19万の大軍となって都へ攻め上った。道中、信濃国の武士市河氏が北陸道の大将軍朝時の到着を待たず積極的に進軍し、越後・越中の境、親不知付近を突破して前進すると、義時はただちにその功を賞して「一人も残らず殲滅せよ。山狩りをしてでも召し捕れ。敵を掃蕩せずに功を急いで京を攻め上ろうとするな」と、意気盛んかつ慎重な指令を発している。一方『吾妻鏡』では義時邸に雷が落ちたことを不安がり、朝廷に逆らったことによる滅亡の前兆ではないかと不安がる義時の姿が描写されている。幕府軍が鎌倉を発った後の6月8日、義時の邸に雷が落ち、下働きの男が1人死亡した。これを恐れた義時は大江広元に「朝廷を倒すための上洛でこのような怪異が起きた。幕府の運命もこれまでという前兆だろうか」と尋ね、広元は「君臣の運命は天地が定めるものであり、何も恐れる事はない。かつて勝利を収めた奥州合戦では落雷があった。幕府にとって落雷は吉兆である」と返答して狼狽する義時を宥めた。そして陰陽師を呼び占わせたところ、結果は最吉と出た、という話が描かれている。この話は、義時が神の末裔である皇族に弓矢を引くことに恐怖を感じていたこと、天皇を絶対的な権威とする当時の「常識」を、義時もまた持っていた証であると指摘されている。
5月21日に鎌倉を発した幕府軍は木曽川、宇治川の京都防衛線を突破して、6月15日には京都を制圧した。義時追討の宣旨発布からわずか1か月後の幕府軍の完勝であった。軍記物語である『承久記』では、勝利の報を受け取った義時は「今ハ義時思フ事ナシ。義時ハ果報ハ王ノ果報ニハ猶マサリマイラセタリケレ。義時ガ昔報行、今一足ラズシテ、下臈ノ報ト生レタリケル（今は自分に思い残す事はない。この義時の前世からの果報は王の果報に勝っていたのだ。この世に報われる善行が一つ足りなかったために、卑しい身分に生まれたに違いない）」と述べたとされている。
敗北した後鳥羽上皇は宣旨を撤回した上で、倒幕計画は自分の考えではなく近臣が勝手に起こしたものであると弁明したが、幕府は乱の首謀者たる後鳥羽上皇以下に対して極めて厳しい態度を取り、後鳥羽上皇は隠岐島、順徳上皇は佐渡島に配流された。倒幕計画に反対していた土御門上皇は自ら望んで土佐国へ配流された（後に阿波国へ移される）。後鳥羽上皇の皇子の雅成親王、頼仁親王もそれぞれ但馬国、備前国へ配流となった。在位70日余りの懐成親王（九条廃帝。明治時代に仲恭天皇と諡）は廃されて新たに後堀河天皇が立てられ、親幕府派の公家・西園寺公経らを中心として朝廷の再編成が行われた。上皇側に与した武士の処分は最も厳しく大半が斬罪され、貴族も処刑・流罪・解官となった。後鳥羽上皇の莫大な荘園は没収され、後高倉院に寄進されたが最終的支配権は幕府が握っていた。公家政権の監視にあたる出先機関として京都守護にかえて六波羅探題が新たに京都に設置された。京方の貴族・武士たちの所領3,000か所はすべて幕府に没収され、新たに東国武士たちが恩賞として地頭に任命された。
この勝利により、朝廷と幕府の力関係は逆転し、幕府の影響力は日本全体に及ぶこととなった。一方で幕府には公家や寺社、非御家人、そして朝廷からの利害調整の要望に対応する必要が生まれ、御家人の保護組織に過ぎなかった幕府が武家政権として成熟していくこととなる。

### 最期
同年11月23日には継室の伊賀の方が女子を、翌貞応元年（1222年）12月12日には男子をそれぞれ出産している。また同年には陸奥守と右京権大夫を辞職し、無官となっている。
貞応2年（1223年）、将軍御所であった大倉幕府が手狭であることから拡張することが議論となっている。承久元年12月に発生した火災で、三寅の邸宅とされた大倉御所と政子の邸宅である亡き実朝の私邸が共に焼失したため、三寅・政子共に大倉御所の東隣の義時邸で生活し、義時は大倉御所の西の大路を挟んだ反対側にある在京中の泰時に譲った邸宅（三浦義村邸の南隣でもある）に住んでいた（貞応2年当時、大倉御所に建物が再建されていたかどうかには議論がある）。義時はこの計画自体に賛同して、政子を勝長寿院内に建てた御所に移しながら、最終的には陰陽師の判断を理由に計画を先送りにした。これは、政子と三寅を引き離すことにより自らの三寅への影響力を強めると共に、移転計画を利用して発言力を強めようとした三浦義村への牽制を意図していたとする見解もある。
元仁元年（1224年）に入ると、義時は自身の健康長寿などを願って3月19日から100日間の泰山府君祭を開始した一方で、同じ日には甘縄山麓の南側で大火があり、千葉胤綱邸まで類焼している。また、4月27日には九条道家の要望を受けて、三寅の手習始の儀が行われて、義時は娘婿の一条実雅と共に中心的な役割を果たしている。
だが6月13日、義時は62歳で死去した。『吾妻鏡』では脚気と暑気あたりのためで、かねてより体調不良に苦しんでいたとされる。一方で『百錬抄』や『明恵上人伝記』では譲り状を書く間もないまま頓死したとしており、急死であったとしている。
義時の死をうけて鶴岡八幡宮では神事を延期したが、これは将軍以外の死を原因としたものでは前例のないものだった。また京都の朝廷も天下触穢を発し、洛中は30日間の触穢となった。これは頼朝以来の出来事であった。義時の没後まもなく伊賀氏事件と呼ばれる政変が起こり、継室の伊賀の方やその一族の伊賀氏、娘婿の一条実雅が排除される事態が発生している。

### 死因
義時の死は自然死ではなく、妻の伊賀の方が毒殺したという説もある。藤原定家の日記『明月記』安貞元年（1227年）6月11日条では、承久の乱の京方首謀者の一人で、一条実雅の異母兄であった尊長が捕らえられ、尋問された際のことを記述している。六波羅探題北条時氏・時盛の前に引き出された尊長は「只早頸きれ、若不然ハ、又義時妻義時にくれけむ薬まれ、こひてくハせて、早ころせ（ただ早く首を斬れ。できないのであれば、義時の妻が義時に与えた薬を飲ませて早く殺せ）」と叫んで周囲を驚かせたという。この発言に注目した平泉澄は『吾妻鏡』の病状悪化の記述は粉飾されたものであり、義時が毒殺されたとみた。また石井進や上横手雅敬といった研究者も尊長の言葉に真実を伝えるものがあるとみている。
一方、山本みなみは『湛睿説草』に収録された義時四十九日法要の際の表白で、義時が日頃から脚気と暑気あたりによって衰弱していたと記されていることを指摘し、義時の死因は病死であるとしたうえで、尊長と実雅は承久の乱では敵味方に分かれており、また伊賀の方の兄弟伊賀光季は京方に討たれているため、実雅や伊賀の方と尊長が連絡を取り合ったとは考え難い。尊長の発言は自暴自棄になったための発言であるため信憑性は薄く、死を前にした虚言であるとしている。
また『保暦間記』には近習の小侍に殺害されたという記述もあるが、石井清文は毒殺説との関連で、命令を受けた小侍が毒を盛ったとする解釈もできるとしている。一方で、三浦周行は義時が最期を全うしないことを望んだものによる「小説」であるとし、山本もそれを支持している。呉座勇一も毒殺説に触れたうえで、義時の62歳という没年齢は当時としては長寿であり、とりたてて疑うこともないとしている。

## 墓所
『吾妻鏡』に「頼朝の法華堂の東の山をもって墳墓となす」とあり、近年北条義時法華堂跡の発掘調査が行われた。なおこの時代に義時クラスの者がやぐらに葬られた記録はない。
義時の墓は臨済宗建長寺派の北條寺境内にあり、泰時が建てたものと伝えられている。

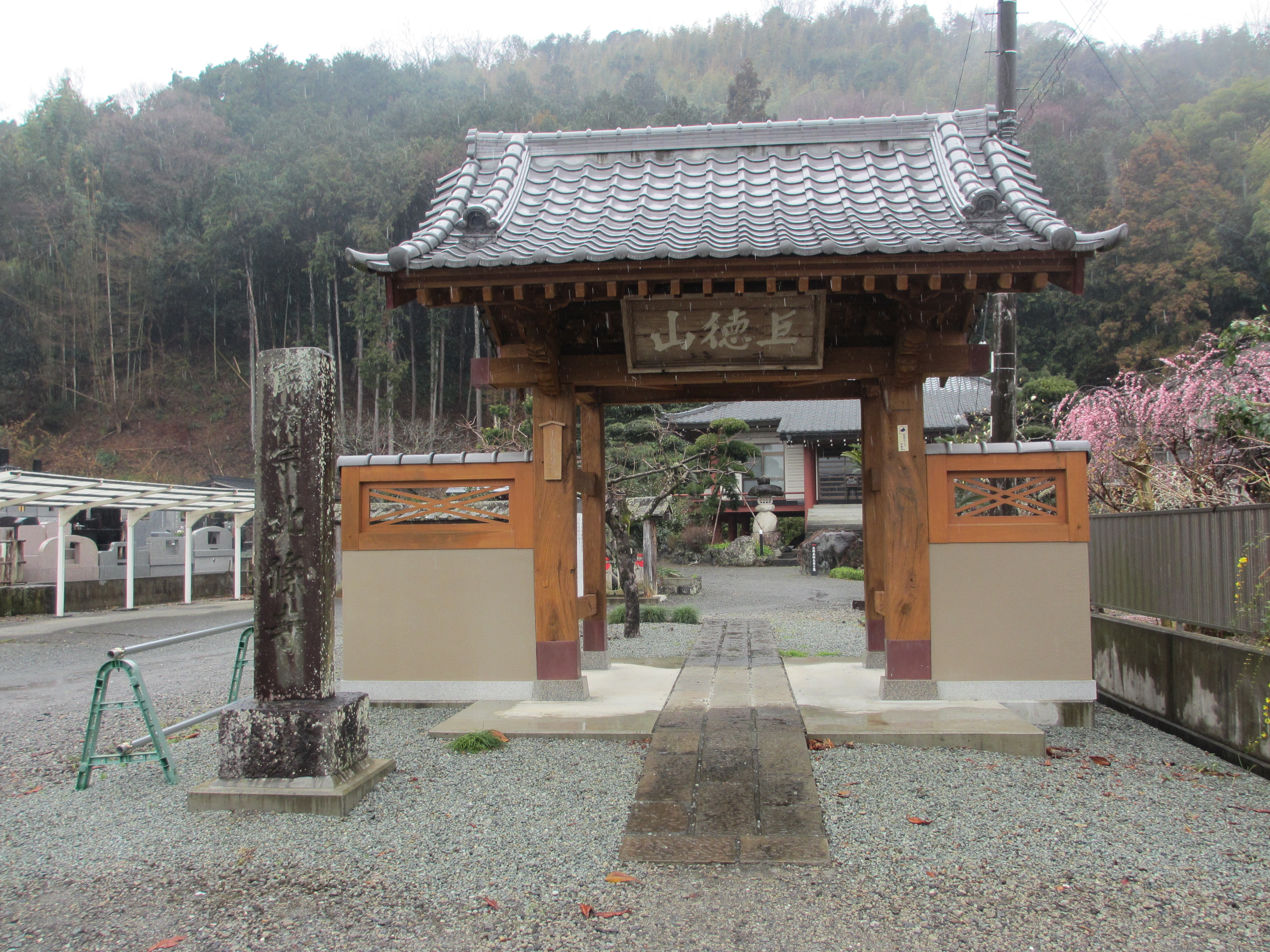
北條寺 静岡県伊豆の国市南江間862-1最寄りは韮山駅
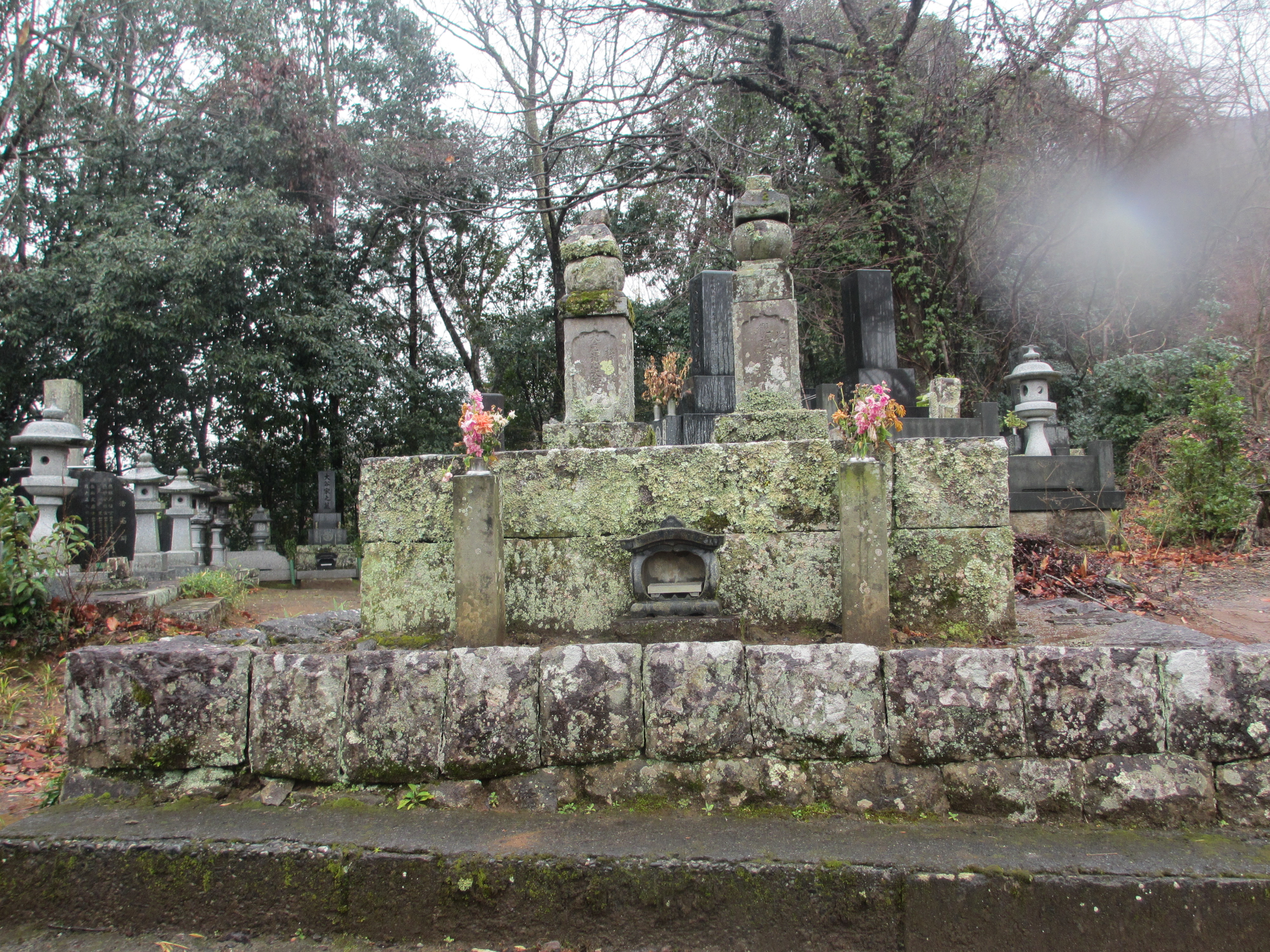
北条義時夫妻の墓 向って右が義時、左が妻の墓で、妻の墓石の側面には藤原朝光娘と彫られている
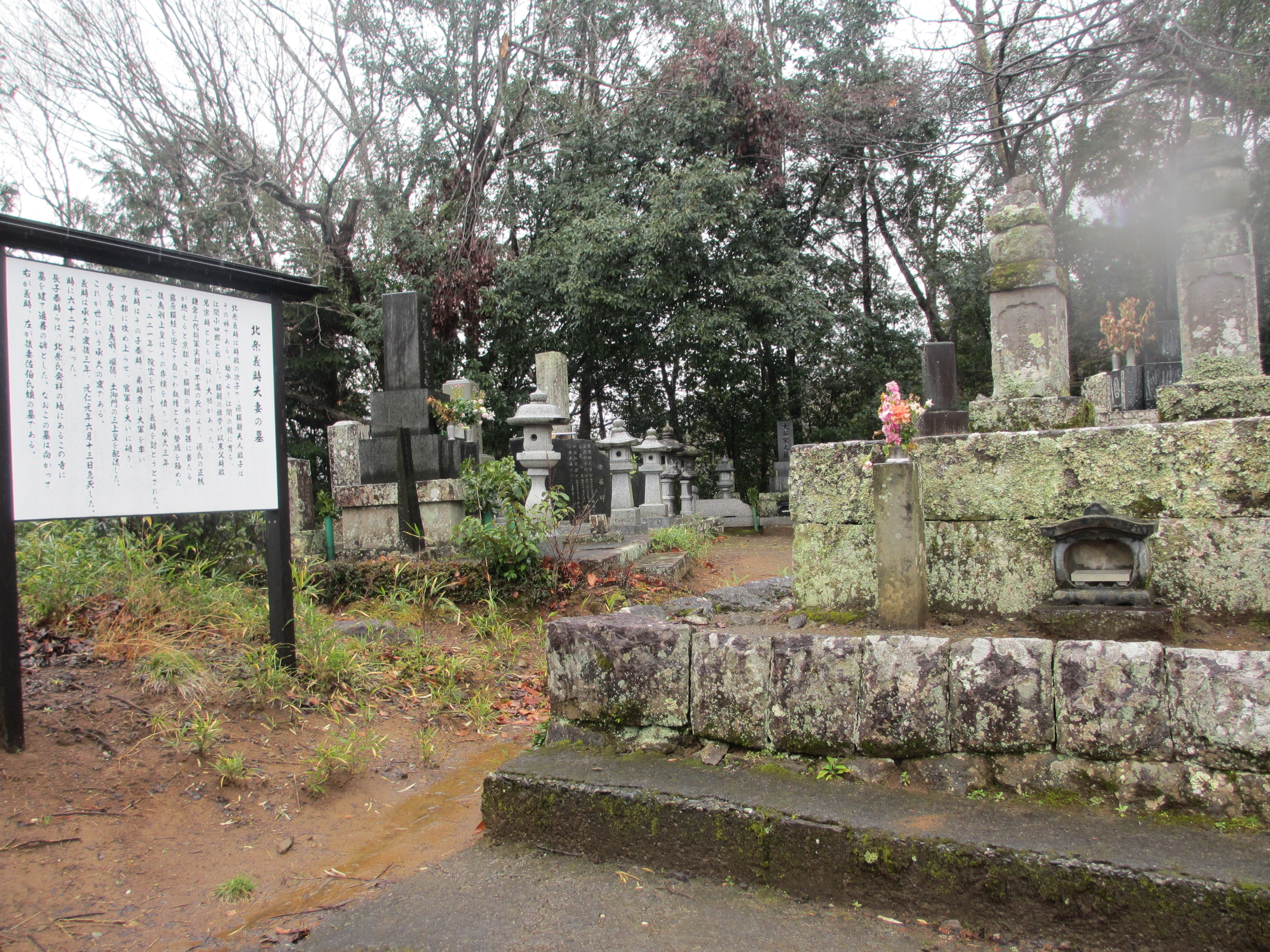
北条義時夫妻の墓の説明板 説明板によれば妻は後妻佐伯氏の娘とある

## 系譜
- 父：北条時政
- 母：伊東入道の娘
- 妻：阿波局[注釈 1]
  - 男子：北条泰時…得宗家
- 妻：姫の前…比企朝宗の娘
  - 男子：北条朝時…名越流祖
  - 男子：北条重時…極楽寺流祖
  - 女子：竹殿…大江親広および土御門定通妻
- 妻：伊佐朝政の娘
  - 男子：北条有時…伊具流祖
- 妻：伊賀の方…伊賀朝光の娘
  - 男子：北条政村…政村流祖
  - 男子：北条実泰…金沢流祖
  - 男子：北条時尚[注釈 22]…陸奥七郎
  - 女子：一条実雅および唐橋通時妻
  - 女子：西園寺実有妻[注釈 23]
  - 女子：[注釈 24]
- 生母不明
  - 男子：北条時経
  - 女子：中原季時妻
  - 女子：藤原実春妻[注釈 25]
  - 女子：一条能基妻
  - 女子：戸次重秀妻
  - 女子：佐々木信綱妻
  - 女子：三浦泰村妻（継室）[90][注釈 26]
  - 女子：足利義氏妻[注釈 27]

## 経歴
| 和暦     | 西暦   | 月日 （旧暦） | 内容                           |
| -------- | ------ | ------------- | ------------------------------ |
| 元久元年 | 1204年 | 3月6日        | 従五位下に叙し、相模守に任官。 |
| 元久2年  | 1205年 | 閏7月20日     | 鎌倉幕府第二代執権就任。       |
| 承元元年 | 1207年 | 1月5日        | 従五位上に昇叙し、相模守如元。 |
| 建暦3年  | 1213年 | 2月27日       | 正五位下に昇叙し、相模守如元。 |
| 建保4年  | 1216年 | 1月13日       | 従四位下に昇叙し、相模守如元。 |
| 建保5年  | 1217年 | 1月18日       | 右京権大夫に転任。             |
| 建保5年  | 1217年 | 12月13日      | 陸奥守を兼任。                 |
| 貞応元年 | 1222年 | 8月16日       | 陸奥守辞任。                   |
| 貞応元年 | 1222年 | 10月16日      | 右京権大夫辞任。               |

## 評価
北条氏の後裔たちは承久の乱勝利などの実績をふまえ、義時を事実上の始祖として扱った。『古今著聞集』には、ある人物が見た夢の中で、義時が武内宿禰の転生した姿であることを知った、という伝説が書かれている。また、平政連が北条貞時を戒めるために奏上した『平政連諫草』にも、同様の記述がある。これらの情報から、鎌倉時代末期には、転生の伝説がある程度知られており、また、『古今著聞集』の成立年代も考慮すると、義時が没してほどない頃から語り草になっていたのではないかと推測されている。また日蓮は義時は頼朝とともに「不妄語（嘘をつかない）」の人であり、「名は臣下、身は大王」と極めて高く評価している。室町時代でも、足利尊氏が制定した建武式目では、義時・泰時の「行状」は「近代の師」であったと記し、公家の北畠親房が著した『神皇正統記』でも義時は人望に背くことはなかったと記して肯定的に評価していた。
しかし時代が下って江戸時代になると、主君に対する忠誠を武士道とするため、源氏将軍を滅ぼし、あるいは傀儡にして将軍から実権を奪い取ったことから、不忠の臣・陰険な策謀家として描かれた。さらに明治時代になると、承久の乱における幕府軍の総大将であり、戦後に後鳥羽上皇ら3人の上皇を配流し、懐成親王（九条廃帝。明治時代に仲恭天皇と諡）の皇位を廃したことから、尊皇の視点から同情の余地の無い逆臣で不遜の人として多くの筆誅が加えられた。もともと北条氏の歴代当主は、彼の嫡男・泰時や曾孫の時頼、玄孫の時宗を除いて、大半が陰険・悪辣・暴君・愚君とされているが、義時はその代表として常に名が挙げられる。これは源氏将軍暗殺に限らず、実父の時政まで追放して執権になるなどの不義によって強調されることとなった。実際、最終的に彼が利益を得ていることから、彼の関与が考えられている事件も少なくない。
細川重男は、「義時の生涯は降りかかる災難に振り回され続けた一生であった、その中で自分の身と親族を守る為に戦い続けた結果、最高権力者になってしまった」「頼朝の挙兵がなければ、一介の東国武士として一生を終えたであろう」と評している。

## 偏諱を与えた人物
- 安達義景[100]
- 伊達時綱
- 伊達義広

## 関連作品
合巻
- 傾城水滸伝 - 北条義時が敵役として登場する江戸時代の合巻本。

戯曲
- 坪内逍遥『義時の最期』

小説
北条義時が主人公の小説
- 永井路子「覇樹」（『炎環』（光風社、1964年）所収）
  - NHK大河ドラマ『草燃える』の原作のうちの一作。『草燃える』では終始一貫、夫や家族をただ熱情的に愛していく姉の政子に対し、田舎の純真純朴な青年であった義時が、姉の婚姻によって政争に巻き込まれ、老練冷徹な政治家となるまでが描かれている。

- 嶋津義忠『北条義時 「武士の世」を創った男』（PHP文庫、2021年）ISBN 9784569901329
- 奥山景布子『義時 運命の輪』（集英社文庫、2021年）ISBN 9784087443226
- 髙橋直樹『北条義時 我、鎌倉にて天運を待つ』（潮文庫、2021年）ISBN 9784267023187

北条義時が登場する小説
- 太宰治『右大臣実朝』（錦城出版社、1943年） - 実朝の近習による実朝についての回想録という体裁で、重要人物として語られる（作中での呼び名は「相州」）。
- 葉室麟『実朝の首』（新人物往来社、2007年）ISBN 9784404034694
- 伊東潤『修羅の都』（文藝春秋、2018年）ISBN 9784163907758
- 佐藤雫『言の葉は、残りて』（集英社、2020年）ISBN 9784087716979
- 伊東潤『夜叉の都』（文藝春秋、2021年）ISBN 9784163914671

映画
- 『修禅寺物語』（松竹、1955年、演：永田光男）

テレビドラマ
北条義時が主人公のテレビドラマ
- 『鎌倉殿の13人』（NHK大河ドラマ、2022年、主演：小栗旬）

北条義時が登場するテレビドラマ
- 『北条政子』（NET、1970年、演：石立鉄男）
- 『新・平家物語』（NHK大河ドラマ、1972年、演：西田敏行）
- 『草燃える』（NHK大河ドラマ、1979年、演：松平健）
- 『炎立つ』（NHK大河ドラマ、1993-1994年、演：黒樹洋）
- 『義経』（NHK大河ドラマ、2005年、演：木村昇）
- 『平清盛』（NHK大河ドラマ、2012年、演：中山卓也）
- 『義経のスマホ』（NHK、2022年、演：鶏冠井孝介）

漫画
- 湯口聖子『夢語りシリーズ』（秋田書店）
- そにしけんじ『ねこねこ日本史』（実業之日本社）